# 陕西省地方电力
陕西省地方电力（集团）有限公司是陕西省属供电企业，前身是成立于1989年的陕西省农电管理局，2004年改制为陕西省地方电力（集团）公司，2008年改制为陕西省地方电力（集团）有限公司。

## 风波
2005年集团公司17人贪污2000万元被判刑。2012年，陕西省地方电力（集团）有限公司榆阳区供电分公司西沙供电所给辖区内酒店断电，送5万元才恢复。

## 相关链接
- 蒙西电网